# Anthicus anteapicalis
Anthicus anteapicalis is een keversoort uit de familie snoerhalskevers (Anthicidae). De wetenschappelijke naam van de soort is voor het eerst geldig gepubliceerd in 1938 door Pic.